# جون بليك (صحفي)
جون بليك (بالإنجليزية: John Blake)‏ هو صحفي بريطاني، ولد في 6 نوفمبر 1948 في هيتشن في المملكة المتحدة.